# Kastle-Meyer-Test

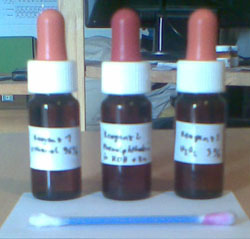
Positiver Kastle-Meyer-Test

Der Kastle-Meyer-Test (kurz: KM-Test) ist ein forensischer Vortest zur Indikation von mutmaßlichen Blutspuren. Das Nachweisreagenz ist Phenolphthalin, wobei es sich um reduziertes Phenolphthalein handelt.

## Das Kastle-Meyer-Reagenz

### Zusammensetzung
Die Stammlösung besteht aus
- 20 g Kaliumhydroxid
- 2 g Phenolphthalein und
- 30 g Zink-Pulver,

die in 100 ml Wasser suspendiert werden und 2 h unter Rückfluss gekocht (oder 48 h stehen gelassen) werden, bis die Lösung farblos ist. Sie wird üblicherweise in einer braunen Flasche mit Zink-Pulver aufbewahrt. Die Arbeitslösung zur Durchführung des Tests besteht aus 10 ml dieser Stammlösung in 40 ml Ethanol.

### Vorgehensweise
Zum Nachweis wird die Spur ("Probe") mit zwei Tropfen vom Kastle-Meyer-Reagenz und anschließend mit zwei Tropfen einer 3%igen Wasserstoffperoxidlösung versetzt. Eine Rotfärbung binnen Sekunden zeigt eine positive Reaktion an.

## Geschichtliches
Der Grundstein für den Kastle-Meyer Test wurde durch Louis Jacques Thénard und Christian Friedrich Schönbein gelegt. Thenard entdeckte 1818, dass Wasserstoffperoxid (H2O2) durch Blut zersetzt wird. Schönbein entwickelte aus dieser Entdeckung 1863 den ersten Test auf Blut. Dabei wird die Zersetzung von Wasserstoffperoxid durch das im Blut (in den Erythrozyten) enthaltene Häm-haltige Protein Hämoglobin beobachtet. Das Ergebnis dieser Reaktion ist ein Aufschäumen, wobei Sauerstoff-Blasen aufsteigen. Schönbein folgerte daraus, dass ein unbekannter Fleck, der durch H2O2 aufgeschäumt wird, wahrscheinlich Hämoglobin enthält und somit Blut ist.
Anfang 1900 (1901) entwickelte der Chemiker Joseph Hoeing Kastle (1864–1916) einen Vortest für Hämoglobin, der Phenolphthalein als Farb-Indikator enthielt. Einige Jahre später (1903) verfeinerte und verbesserte der Internist und Chemiker Erich Meyer (1874–1927) das Reagenz, weshalb es auch als Kastle-Meyer Test bezeichnet wird.

## Stärken und Nachweisgrenzen
Wenn man über Vortest-Reagenzien spricht, sollte man sich mit zwei Begriffen vertraut machen: der Sensitivität und der Spezifität.

### Sensitivität
Die Sensitivität bezieht sich auf den Verdünnungsfaktor einer Substanz, die der Test noch nachweisen kann. Die Sensitivität des KM-Tests liegt bei ungefähr 1:10.000: Ein Tropfen Blut kann also nach Verdünnung mit 10.000 Tropfen Wasser noch nachgewiesen werden.

### Spezifität
Die Spezifität bezieht sich auf die Reaktionsfähigkeit des Tests auf Substanzen, die vom Blut verschieden sind. Bisher konnte man soweit eine wahr-positive Reaktion nur in Anwesenheit von Hämoglobin nachweisen. Falsch-positive Reaktionen können in Präsenz von chemischen Oxidantien entstehen, auch Gemüse-Peroxidasen können mit dem Test reagieren. Aber diese Reaktionen könnten nur dann auftreten, nachdem Phenolphthalein aufgetragen wurde, noch vor Zugabe von Wasserstoffperoxid. Eine wahr-positive Aussage kann nur entstehen, nachdem Wasserstoffperoxid dazugegeben wird. Der KM-Test reagiert also spezifisch auf Blut.

### Alternativen
Zuverlässiger ist ein neueres Verfahren, bei dem Luminol auf eine Verdachtsfläche gesprüht wird: Wenn die Spur zu leuchten beginnt, bestätigt sich der Blutverdacht.